# Sovětské námořní letectvo

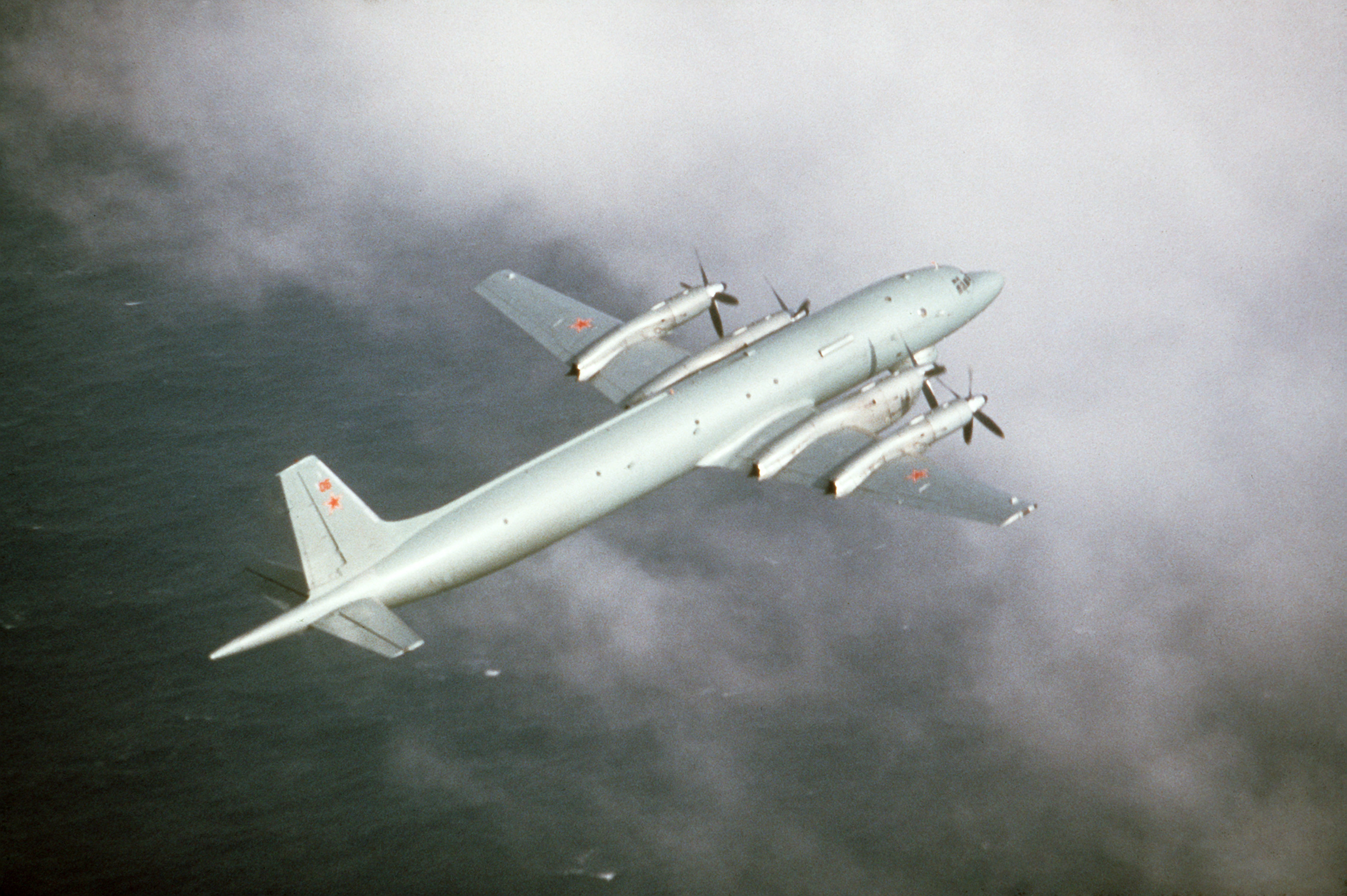
Hlídkový Iljušin Il-38

Sovětské námořní letectvo (rusky Авиация военно-морского флота nebo Aviatcija Vojenno-Morskogo Flota) bylo součástí sovětského námořnictva.
První letecké námořní jednotky byly v Rusku zformovány v letech 1912–1914 v rámci baltské a černomořské floty. Během první světové války prováděly ruské letouny v Černém moři průzkum, bombardování i útoky na nepřátelské lodě.
Vzhledem k tomu, že sovětské námořnictvo během studené války nikdy nedisponovalo velkou flotou letadlových lodí jako americké námořnictvo, docházelo k nebývalému nasazení velkého počtu bombardérů v námořních rolích v rámci námořního letectva. Ke konci 70. let do služby vstoupila třída letadlových lodí Kiev, která byla schopna pojmout až 30 letadel včetně VTOL strojů Jakovlev Jak-38. Další třída sovětských letadlových lodí Kuzněcov disponovala konvenčnějšími typy jako Su-33 Flanker "D". Ze země operující letouny jako Tupolev Tu-16 a Tupolev Tu-22M sloužily jako nosiče protilodních střel.

## Seznam letadel v roce 1988

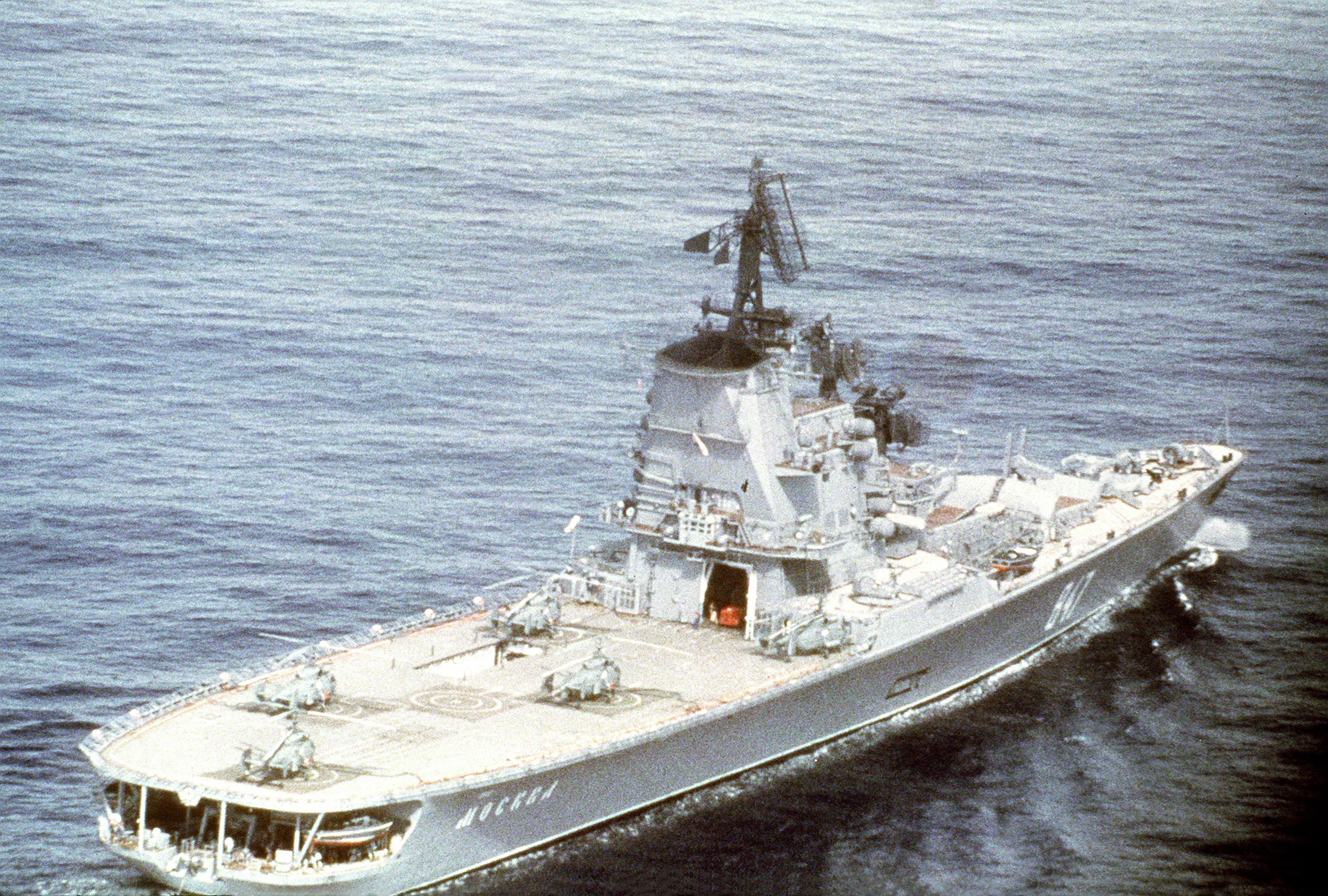
Vrtulníkový křižník Moskva, 1982

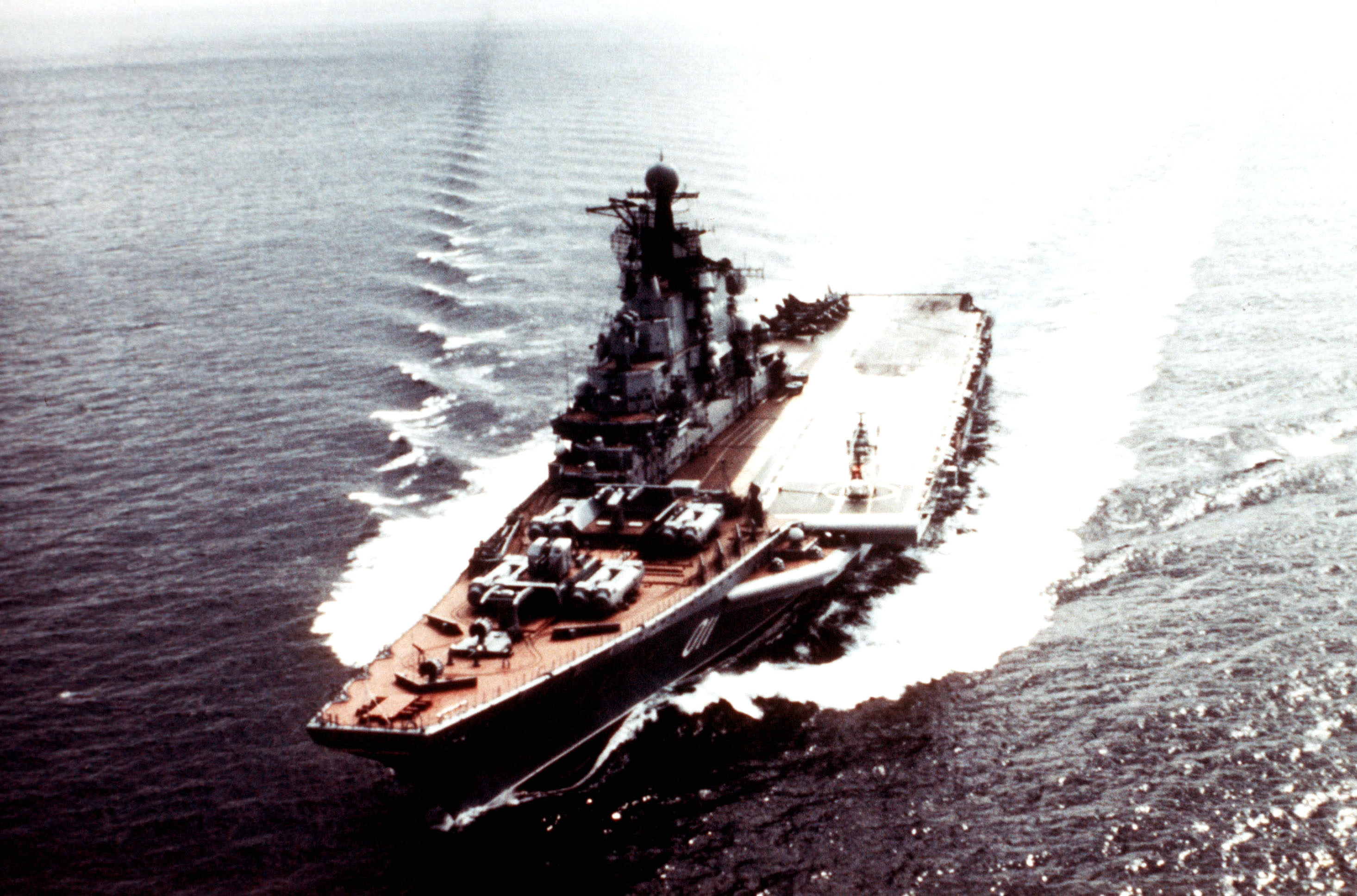
Těžký letadlový křižník Minsk, 1984

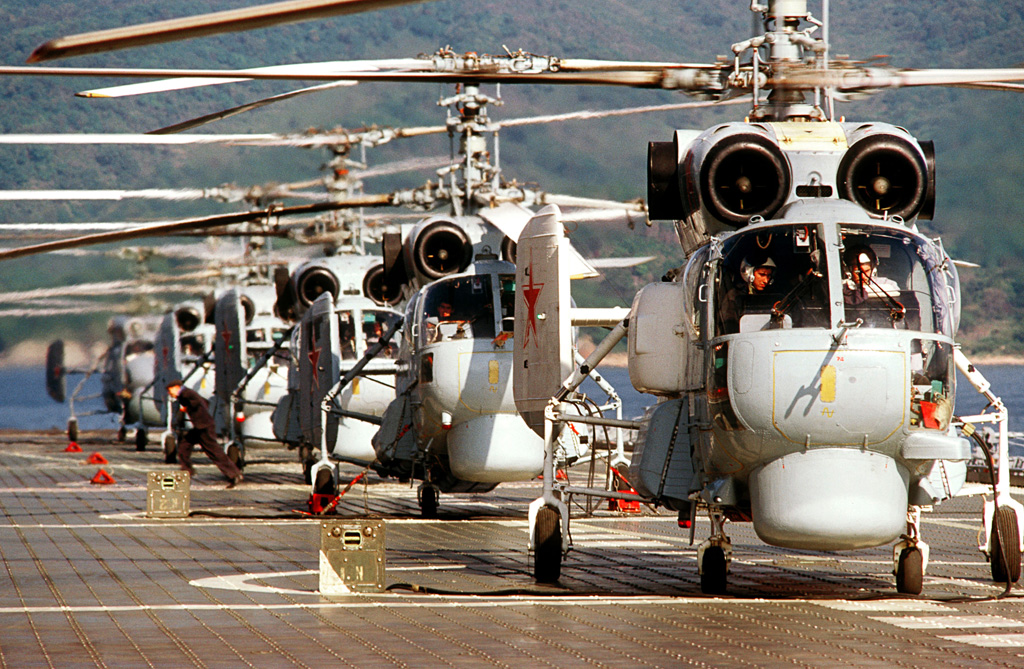
Vrtulníky Ka-27PL na palubě těžkého letadlového křižníku Novorossijsk, 1984

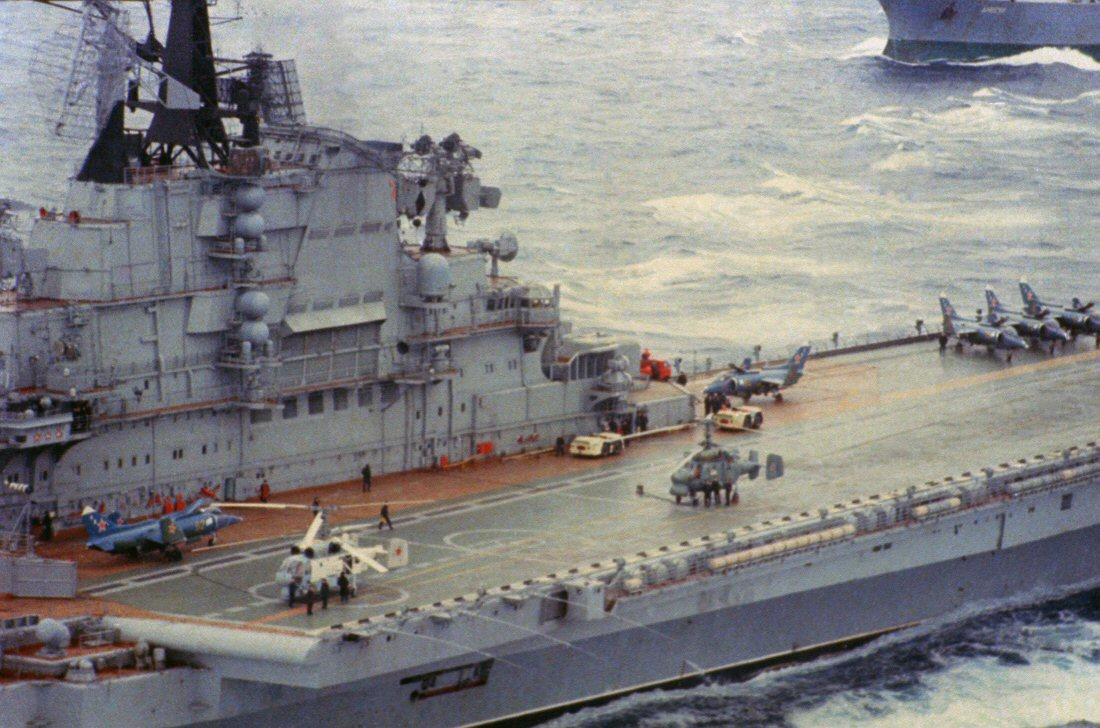
Letadla Jak-38 a vrtulníky Ka-27 a Ka-25 na palubě těžkého letadlového křížníku Kijev, 1988

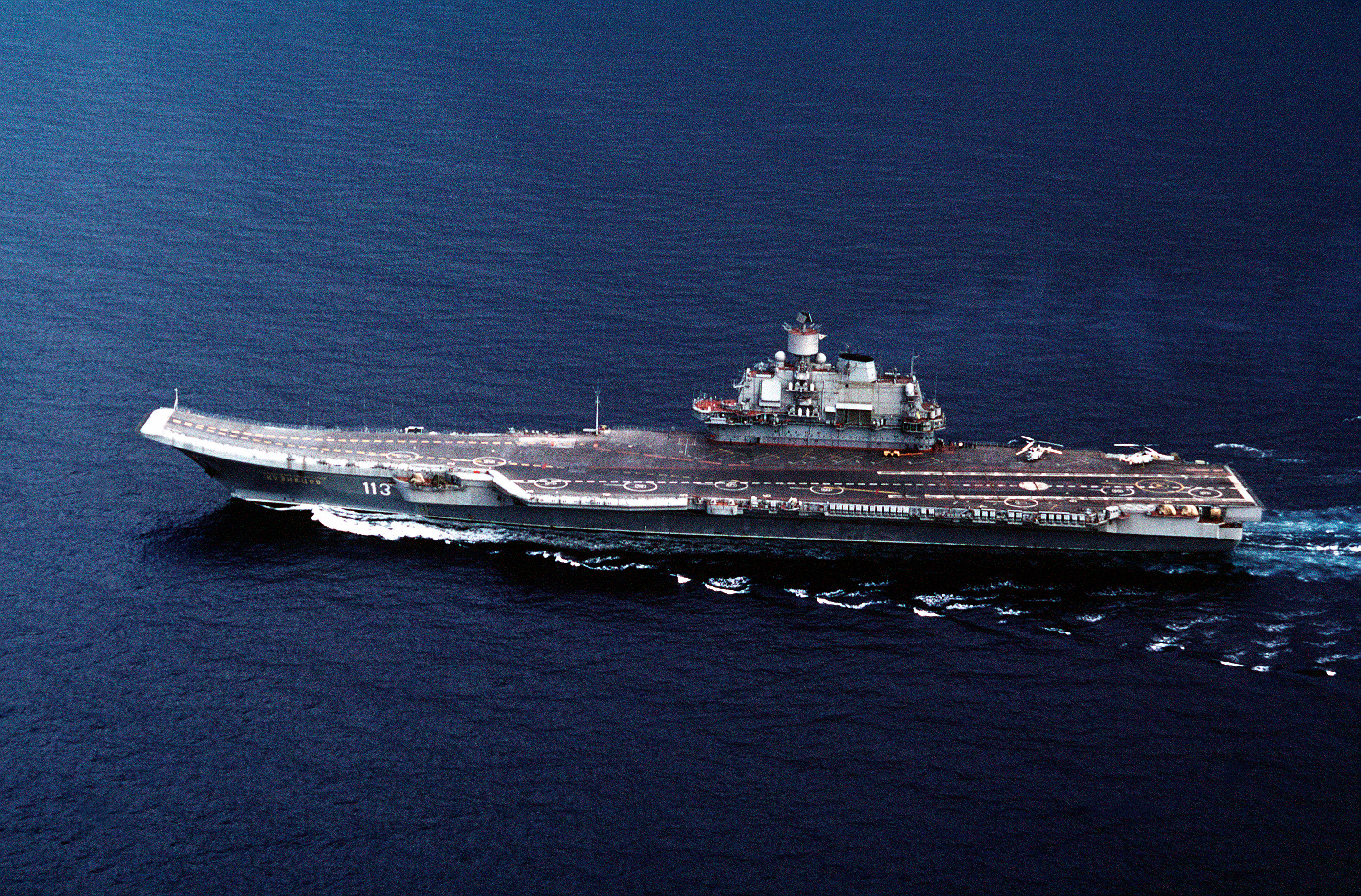
Těžký letadlový křižník Admiral Kuzněcov, 1991

| Letadlo                    | Foto            | Země původu     | Typ                                                 | Ve službě       |
| Stíhací letadla            | Stíhací letadla | Stíhací letadla | Stíhací letadla                                     | Stíhací letadla |
| -------------------------- | --------------- | --------------- | --------------------------------------------------- | --------------- |
| Jakovlev Jak-38            |                 | Sovětský svaz   | stíhací letoun se schopnostmi VTOL                  | ~70             |
| MiG-29                     |                 | Sovětský svaz   | víceúčelové stíhací letadlo                         | 18              |
| Suchoj Su-27               |                 | Sovětský svaz   | stíhač k vybojování vzdušné nadvlády                | 20              |
| Bojová letadla             |                 |                 |                                                     |                 |
| Suchoj Su-17               |                 | Sovětský svaz   | stíhací bombardér                                   | ~75             |
| Bombardéry                 |                 |                 |                                                     |                 |
| Tupolev Tu-16              |                 | Sovětský svaz   | strategický bombardér                               | ~190            |
| Tupolev Tu-22M             |                 | Sovětský svaz   | strategický bombardér                               | ~120            |
| Protiponorkové letouny     |                 |                 |                                                     |                 |
| Berijev Be-12              |                 | Sovětský svaz   | protiponorkové obojživelné letadlo                  | ~95             |
| Iljušin Il-38              |                 | Sovětský svaz   | protiponorkové lietadlo                             | ~50             |
| Tupolev Tu-142             |                 | Sovětský svaz   | protiponorkové letadlo                              | ~60             |
| Letouny speciálního určení |                 |                 |                                                     |                 |
| Antonov An-12PP            |                 | Sovětský svaz   | letadlo pro rádioelektronický boj                   | ~15             |
| Iljušin Il-20              |                 | Sovětský svaz   | letadlo velení a řízení, radarové průzkumné letadlo |                 |
| Suchoj Su-24MR             |                 | Sovětský svaz   | průzkumný letoun                                    | ~15             |
| Tupolev Tu-16R             |                 | Sovětský svaz   | průzkumný letoun                                    | ~50             |
| Tupolev Tu-16Z             |                 | Sovětský svaz   | tankovací letoun                                    |                 |
| Tupolev Tu-22R             |                 | Sovětský svaz   | průzkumný letoun                                    | ~30             |
| Tupolev Tu-95RTS           |                 | Sovětský svaz   | průzkumný letoun                                    | ~20             |
| Transportní letadla        |                 |                 |                                                     |                 |
| Antonov An-2               |                 | Sovětský svaz   | víceúčelové letadlo                                 |                 |
| Antonov An-12              |                 | Sovětský svaz   | taktický transportní letoun                         |                 |
| Antonov An-14              |                 | Sovětský svaz   | víceúčelové letadlo                                 |                 |
| Antonov An-24              |                 | Sovětský svaz   | taktický transportní letoun                         |                 |
| Antonov An-26              |                 | Sovětský svaz   | taktický transportní letoun                         |                 |
| Iljušin Il-14              |                 | Sovětský svaz   | taktický transportní letoun                         |                 |
| Iljušin Il-76              |                 | Sovětský svaz   | strategický transportní letoun                      |                 |
| Tupolev Tu-134             |                 | Sovětský svaz   | dopravní lietadlo                                   |                 |
| Cvičná letadla             |                 |                 |                                                     |                 |
| Aero L-39 Albatros         |                 | Československo  | cvičné letadlo                                      |                 |
| MiG-21UM                   |                 | Sovětský svaz   | cvičné/stíhací letadlo                              |                 |
| Vrtulníky                  |                 |                 |                                                     |                 |
| Kamov Ka-25                |                 | Sovětský svaz   | protiponorkový a víceúčelový palubní vrtulník       | 113             |
| Kamov Ka-27                |                 | Sovětský svaz   | protiponorkový a záchranný vrtulník                 | 106             |
| Kamov Ka-29                |                 | Sovětský svaz   | útoční transportní vrtulník                         |                 |
| Mil Mi-8                   |                 | Sovětský svaz   | víceúčelový vrtulník                                |                 |
| Mil Mi-14                  |                 | Sovětský svaz   | protiponorkový vrtulník                             | 118             |